# 藤河村 (愛知県)
藤河村（ふじかわむら）は、愛知県西加茂郡にかつて存在した村。
現在の豊田市の一部（藤岡飯野町・西中山町・深見町・田茂平町・迫町・北一色町・石飛町など）に該当する。

## 歴史
- 1889年（明治22年）10月1日 - 飯野村、西中山村、深見村、田茂平村、迫村、北一色村、石飛村が合併し、藤河村が発足。
- 1906年（明治39年）4月1日 - 高岡村、富貴下村の一部（上川口・下川口）と合併し、藤岡村発足。同日藤河村廃止。